# 2e corps australien
Pour les articles homonymes, voir 2e corps d'armée.
Le 2e corps australien est un corps de l'armée australienne, l'un des trois créés par l'armée pendant la Seconde Guerre mondiale. 

## Histoire
Formé au milieu de 1942 dans le cadre de mesures défensives pour protéger la côte est de l'Australie contre l'invasion, le corps est initialement composé principalement de troupes de défense intérieure issues de la milice. Pendant une brève période en 1942, une division d'infanterie américaine est également affectée au corps avant son envoi pour combattre les Japonais en Nouvelle-Guinée.
Une fois la menace d'invasion passée, le corps joue un rôle plus opérationnel et de la fin de 1943 jusqu'à la fin de la guerre, commandant un mélange d'unités de la deuxième force impériale australienne et de la milice en action contre les Japonais en Nouvelle-Guinée et à Bougainville. À la fin des hostilités, le quartier général du corps est dissous en septembre 1945 et ses unités constitutives transférées dans la 3e division d'infanterie.

## Commandants
Les officiers suivants ont commandé le IIe corps pendant la guerre :
- Lieutenant-général John Northcott[1]
- Lieutenant-général Edmund Herring[2]
- Lieutenant-général Leslie Morshead[3]
- Lieutenant-général Frank Berryman (en)[4]
- Lieutenant-général Stanley Savige[5]